# Michal Arturovič Zimmermann
Michal Arturovič Zimmermann (někdy uváděn jako Cimmerman; 21. listopadu 1887 Kutaisi – 28. května 1935 Brno) byl ruský právník, odborník na mezinárodní právo, a příslušník porevoluční emigrace.

## Život a dílo
Narodil se do rodiny s nizozemskými kořeny. Absolvoval carskoselské gymnázium a právnickou fakultu Petrohradské státní univerzity. Ještě za studií vydal svou první práci z oboru mezinárodního práva Bosfor i Dardanelly, která byla příznivě přijata. Poté studoval v Paříži a připravoval se na habilitaci v Petrohradě. K té však kvůli první světové válce, v níž byl raněn a zajat, stejně jako následující občanské válce, která ho nakonec z Ruska vyhnala, už nikdy nedošlo.
Po různých válečných peripetiích se roku 1923 dostal do Československa, kde se usadil a mohl opět plně věnovat vědecké práci. Ještě téhož roku byl jmenován docentem mezinárodního práva na samostatné ruské právnické fakultě v Praze, zároveň přednášel na Svobodné škole politických nauk a pracoval v archivu Ministerstva zahraničních věcí. Hojně publikoval, zejména v revue Zahraniční politika vydal velké množství článků, samostatně pak např. práce Očerki novogo meždunarodnogo prava (1924), Istorija meždunarodnago prava s drevnejšich vremen do 1918 goda (1924) nebo Sojedinennyje štaty severnoj Ameriki v istorii čelovečestva 1776–1926 (1926). Roku 1926 byl na ruské právnické fakultě jmenován řádným profesorem a od listopadu 1929 se stal profesorem také na brněnské právnické fakultě. Protože však řádným profesorem mohl být jmenován jen československý občan a Zimmermannova žádost o udělení občanství nebyla až do jeho smrti kladně vyřízena, stal se smluvním profesorem na dobu pěti let. Jeho význam a přínos brněnské právní vědě byl nicméně tak významný, že tato doba byla prodloužena. V Brně, kam se přestěhoval, se také oženil s Marií, roz. Procházkovou.
Brněnské studenty učil jak mezinárodnímu právu veřejnému, tak mezinárodnímu právu soukromému. Pro potřeby studia vydal ceněné učebnice Historický vývoj mezinárodního práva v 19. a 20. století (1929), Mezinárodní právo soukromé (1933) a první díl Mezinárodního práva (1935). Publikoval také články ve vědecké ročence fakulty a mimoto vydal monografii Společnost národů. Idea míru a právní organisace lidstva v minulosti, přítomnosti a budoucnosti (1931), k níž napsal předmluvu Edvard Beneš, jemuž profesor Zimmermann dělal poradce. Ještě před svou předčasnou smrtí byl pozván přednášet na Akademii mezinárodního práva v nizozemském Haagu.